# آنت کونتاویت
 آنت کونتاویت (انگلیسی: Anett Kontaveit؛ زادهٔ ۲۴ دسامبر ۱۹۹۵) یک تنیس‌باز اهل استونی است.